# Lev Grossman

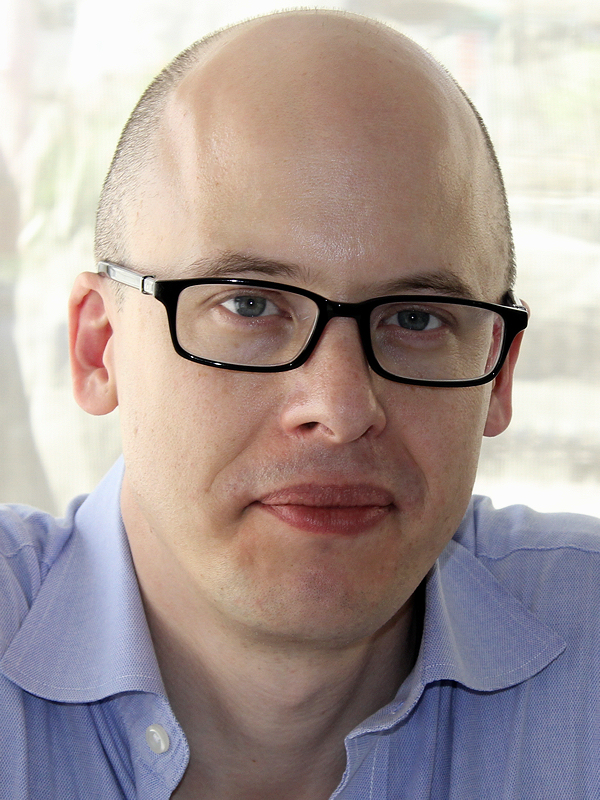
Lev Grossman

Lev Grossman (* 26. Juni 1969) ist ein US-amerikanischer Autor, der vor allem für die Fantasyreihe The Magicians bekannt ist.

## Leben
Lev Grossman ist der Bruder des Videospieldesigners Austin Grossman und Sohn von Allen Grossman und Judith Grossman.
Er wurde in Concord, Massachusetts geboren, graduierte in Harvard. Er arbeitete als Kolumnist für die New York Times und schrieb für Time.

## Werke
- Warp, New York: St. Martin's Griffin/Macmillan, 1997. ISBN 978-0-312-17059-2
- Codex, New York: Houghton Mifflin Harcourt, 2004. ISBN 978-0-15-101066-0
- The Magicians, New York: Viking/Penguin, 2009. ISBN 978-0-670-02055-3 (hardcover); Plume/Penguin, 2010. ISBN 978-0-452-29629-9 (trade paperback)
- The Magician King, New York: Viking/Penguin, 2011. ISBN 978-0-670-02231-1
- The Magician’s Land, New York: Viking/Penguin/PRH, 2014. ISBN 978-0-670-01567-2
- The Magicians: Alice's Story (graphic novel) (with Lilah Sturges), Archala, 2019. ISBN 978-1-68415-021-2
- The Magicians #1 (comic) (with Lilah Sturges), BOOM! – Archaia, 2019
- The Magicians #2 (comic) (with Lilah Sturges), BOOM! – Archaia, 2019
- The Magicians #3 (comic) (with Lilah Sturges), BOOM! – Archaia, 2020
- The Magicians #4 (comic) (with Lilah Sturges), BOOM! – Archaia, 2020
- The Silver Arrow, Little, Brown, 2020. ISBN 978-0-316-54170-1
- The Golden Swift, Little, Brown Books for Young Readers, 2022. ISBN 978-0-316-28386-1
- The Bright Sword: A Novel of King Arthur. Viking, New York 2024, ISBN 978-0-7352-2404-9.